# Pilas
Pilas is een gemeente in de Spaanse provincie Sevilla in de regio Andalusië met een oppervlakte van 46 km². In 2007 telde Pilas 12.478 inwoners.

## Demografische ontwikkeling
Bron: INE; 1857-2011: volkstellingen